# Зайффен
Зайффен (нім. Seiffen) — громада в Німеччині, розташована в землі Саксонія. Входить до складу району Рудні Гори. Центр об'єднання громад Зайффен.
Площа — 12,43 км2. Населення становить 2076 ос. (станом на 31 грудня 2020).